# إبراهيم بحر العلوم
إبراهيم محمد بحر العلوم (1954 -) هو وزير النفط العراقي السابق.

## حياته ونشأته
إبراهيم محمد بحر العلوم ولد عام 1954 في مدينة النجف بالعراق، انهى دراساته الإعدادية في النجف عام 1971.
أكمل دراسته الجامعية في جامعة بغداد كلية الهندسة قسم هندسة النفط عام 1976
أكمل دراساته العليا في الولايات المتحدة عام 1991 في هندسة النفط

## مناصب
عين وزيرا للنفط في الحكومة العراقية المؤقتة في عام 2003
انتخب عضوا في الجمعية الوطنية العراقية عام 2005
وعين ثانية وزيرا للنفط في الحكومة الانتقالية عام 2005
قدم استقالته من منصبه كوزير للنفط في 28 كانون الأول 2005 احتجاجا على قرار الحكومة العراقية في رفع أسعار الوقود بشكل كبير بسبب ضغوطات صندوق النقد الدولي.
انتخب عضوا في مجلس النواب العراقي في الدورة الانتخابية الثالثة 2014
عضو في لجنة النفط والطاقة النيابية 2014-2018
مقرر اتحاد مجالس دول الاعضاء في مؤتمر التعاون الإسلامي 2016
عضو اللجنة التنفيذية لاتحاد مجالس دول الاعضاء في مؤتمر التعاون الإسلامي 2016-2016
رئيس اللجنة التحضيرية لمؤتمر اتحاد مجالس دول الاعضاء في مؤتمر التعاون الإسلامي المنعقد في بغداد كانون الثاني 2016
رئيس اللجنة التحضيرية للاحتفاء بمرور نصف قرن على رحيل الزعيم الشبيبي تشرين الثاني 2017
رئيس لجنة تشريع قانون شركة النفط الوطنية نيسان 2018

## سيرته المهنية
عمل في الكويت مهندسا لمدة خمس سنوات
عمل خبيرا نفطيا في بريطانيا في شركات متعددة

## منشوراته
نشر بحوثا علمية في طرق استخلاص النفط في المجلات والدوريات العالمية
نشر بحوثا سياسية واقتصادية تتعلق بالعراق وطبع له عدة كتب منها النفط والسياسة في العراق الجديد.
أسس جريدة سياسية يومية مستقلة في العراق باسم (المواطن) عام 2004

## نشاطه السياسي
أسس تجمعا للمستقليين العراقيين في عام 2004 باسم تجمع عراق المستقبل.
شارك في تأسيس مؤسسة بحر العلوم الخيرية ويشغل منصب نائب الامين العام.
تأسيس معهد العلمين للدراسات العليا في العلوم السياسية والقانونية، وهي أول تجربة رائدة في التعليم العالي الأهلي ويستقطب العديد من طلبة الماجستير والدكتوراة.
جائزة بحر العلوم للإبداع، وهي جائزة سنوية لتحفيز البحث العلمي وتخصص لإفضل أطاريح الدكتوراه للباحثين العراقيين في الداخل والخارج في محاور الطب والقانون والزراعة والإدارة والعلوم السياسية.
أكاديمية العراق للطاقة، ويتولى المشروع تدريب وتطوير الكوادر في مجال الطاقة، وقد نظمت أكثر من 14 مؤتمراً وندوة حوارية في شؤون الطاقة.
ملتقى الثلاثاء الشهري، نظم العديد من الحلقات النقاشية مع كبار مسؤولي الدولة والسفراء المعتمدين لدى العراق لمناقشة الواقع السياسي والاقتصادي والتعليمي وعلاقات العراق الإقليمية والدولية وسبل الارتقاء بها.
.